# Yanga grandidieri
Espèce
La cigale Yanga grandidieri est une espèce d'insecte de l'ordre des hémiptères, de la famille des Cicadidae, de la sous-famille des Cicadinae et du genre Yanga.

## Répartition
La cigale Yanga grandidieri se rencontre sur l'île de Madagascar.

## Description
Les tegmina et les ailes sont opaques. Les ailes sont ocre plus ou moins ombrées de noir marron brillant.

## Systématique
L'espèce a été décrite, et nommée en l'honneur d'Alfred Grandidier, par le zoologiste britannique William Lucas Distant en 1905.